# Курганская ТЭЦ-2
Курганская ТЭЦ-2 — теплоэлектроцентраль в городе Кургане. Стоимость проекта 12,5 млрд руб. 
ООО «Курганская ТЭЦ» является дочерней компанией ООО «Интертехэлектро – Новая генерация» и зарегистрировано в г. Кургане.
Персонал ТЭЦ-2 насчитывает 150 человек (апрель 2017 года).

## История строительства
В октябре 2008 года АО «Чешский Экспортный банк» (CEB a.s.) открыл финансирование кредитной линии и выделил ООО «Курганская ТЭЦ» свыше 29,8 млн. евро в рамках долгосрочного экспортного кредита на строительство Курганской ТЭЦ-2.
3 Июля 2012 года на Курганской ТЭЦ-2 осуществлен пробный розжиг газовой турбины c выходом на холостой ход.
11 Марта 2013 года ЗАО «Интертехэлектро» провело комплексное опробование оборудования первого энергоблока Курганской ТЭЦ. Первый энергоблок функционирует в рабочем режиме на проектной мощности 111 МВт.  ТЭЦ состоит из двух энергоблоков по 111 МВт каждый; В состав каждого энергоблока входит: газовая турбина PG 6111FA мощностью 75 МВт,  паровой  давлений (КУП), паровая теплофикационная турбина Siemens SST-400 мощностью 38 МВт.
Строительство объектов теплоэлектроцентрали полностью завершено к 1 октября 2013 года.
Сметная стоимость проекта составила более 12,5 млрд рублей, в том числе заемные средства 7,45 млрд рублей, собственные средства инвестора — 3,75 млрд рублей, средства бюджета Курганской области — 336,87 млн рублей, средства Инвестиционного фонда РФ — 991,6 млн рублей.
21 октября 2013 года вице-губернатор Курганской области Василий Жаров вручил паспорт готовности новой Курганской ТЭЦ-2. Функционируют две линии трубопровода длиной более 4 километров, по которому с Курганской ТЭЦ-2 поступает тепло в крупнейший спальный района города — Заозёрный жилой массив.
4 марта 2014 года состоялость торжественное открытие Курганской ТЭЦ-2. Церемония открытия ТЭЦ-2 прошла в главном корпусе станции. Гости и журналисты разместились вдоль узких металлических проходов второго этажа. На открытие новой теплоэлектроцентрали приехали и.о. губернатора Курганской области Алексей Геннадьевич Кокорин и экс-губернатор Курганской области Олег Алексеевич Богомолов, губернаторы соседних регионов Владимир Владимирович Якушев (Тюменская область), Дмитрий Николаевич Кобылкин (Ямало-Ненецкий автономный округ) и Наталья Владимировна Комарова (Ханты-Мансийский автономный округ — Югра). Также приняли участие в мероприятии председатель совета директоров компаний ЗАО «Интертехэлектро» Артем Эльбрусович Биков, генеральный директор ЗАО «Интертехэлектро» Владимир Владимирович Бабяк, генеральный директор ООО «Интертехэлектро-Новая генерация» Станислав Сейранович Карапетян, член совета директоров ООО «Корпорация СТС» Алексей Олегович Бобров, исполнительный директор ООО «Курганская ТЭЦ» Наркис Юсупович Галиаскаров.

## Назначение объекта
Производство тепловой и электрической энергии для энергоснабжения потребителей г. Кургана (продажа по долгосрочным контрактам).

## Технические характеристики объекта
Мощность: электрическая 222 МВт, тепловая 250 Гкал/ч
Используемое топливо — газ
Электрический КПД станции ~ 51,5 %
Используемое оборудование: ТЭЦ состоит из 2-х энергоблоков по 111 МВт
В состав каждого энергоблока входит:
газовая турбина General Electric PG 6111FA мощностью 75 МВт;
паровая теплофикационная турбина Siemens SST-400 мощностью 38 МВт 
котел-утилизатор Ses Tlmace паровой 2-х давлений (КУП);

## Реализация проекта позволила
- обеспечить выработку тепловой и электрической энергии для социально-экономического развития города и области
- обеспечить высокие экономические показатели энерговыработки за счет применения парогазового цикла
- поставлять потребителю электроэнергию по согласованным ценам в течение срока действия договора на покупку электроэнергии
- провести реконструкцию действующего энергетического хозяйства города
- повысить надежность энергоснабжения города
- обеспечить дополнительные поступления в бюджеты всех уровней
- создать дополнительные рабочие места в городе
- снизить в городе цены на электроэнергию, которые являются самыми высокими в УрФО

## Адрес
- ООО «Курганская ТЭЦ» (ИНН 4501121003): Курганская область, город Курган, проспект Маршала Голикова, 39
- Производственный комплекс: Курганская область, город Курган, проспект Маршала Голикова, 39